# Belkheir
Belkheir là một đô thị thuộc tỉnh Guelma, Algérie. Dân số thời điểm năm 2002 là 14.979 người.